# Nácate
Nacate es un distrito y población del Departamento General Juan Facundo Quiroga de la provincia de La Rioja, Argentina.
El nombre "Nacate", significa juntura de ríos, y es de origen indígena, porque estamos ante un pueblo Español más antiguo de los llanos después de "Tama".
Etimológicamente deriva del quichua «nacac», que significa carnicero y se llamaba así en los templos peruanos a los sacerdotes descuartizadores de las víctimas en los sacrificios religiosos; o también se sabe que significa “juntura de dos Ríos”. Esta es una muy bella y apacible localidad recostada al pie de la sierra de "El carrizalillo".
Ubicada 30 km al este de Malanzán, cabecera del departamento, se destaca por el cultivo de olivos, la cría de chivos y la presencia de huertas, cuenta actualmente con una población de menos de 400 habitantes aproximadamente.
Cuenta con varios establecimientos educativos de distintos niveles y un centro de atención primaria en salud.

## Infraestructura y servicios del área
En cuanto a los medios masivos de comunicación la mayoría de los pobladores cuenta con el servicios de DirecTv, se escuchan radios Nacionales, FM Libertad, FM Power, FM Milagro, y también llega el diario "El Independiente" los días lunes, miércoles y viernes.
Desde agosto de 2015  Nacate cuenta con el servicio de Internet Para Todos. 

## Flora y fauna
Algunas de las especies de flora más representativas de la zona son: pastizales con molle, y en menor medida también encontramos al algarrobo, quebracho blanco, pichana, jarilla, etc.
En la actualidad la fauna del lugar ha disminuido, esto se debe al fenómeno de la sequía, ensamblado a esto la presencia de cazadores que se han convertido en un problema para la fauna y debido a las modificaciones producidas por el hombre en el ecosistema. Entre la fauna de la región encontramos: Zorros, Quirquinchos, Bizcacha, Conejo, etc.

## Aspecto cultural
La religión predominante de Nacate es la religión católica. La patrona es Santa Rosa de Lima. La fiesta en honor a la virgen se celebra el 30 de agosto. El pueblo se viste de fiesta y sus habitantes, luego de 9 noches de novena acompañan en procesión a la imagen por las calles del pueblo.
Luego de la procesión la agrupación gaucha saluda a la virgen y se realiza un baile donde se venden comidas típicas como empanadas, cabritos, pavos, etc.
También se celebran las fiestas en honor a San Nicolás. A la entrada del pueblo se encuentra la capilla de San Nicolás y el 31 de diciembre se realiza el llamado "Encuentro" con el Niño Alcalde.
En periodo de sequías prolongadas, se acostumbra a hacer una ofrenda a San Vicente, patrono de las lluvias. Según la creencia popular se lo saca en procesión por las calles y luego las parejas bailan cuecas y gatos; pasados algunos días, Dios los bendice con las lluvias.
Otra de las costumbres de Nacate, y que continúa en la actualidad, es el armado de fogones los días 24 y 29 de junio en honor a San Juan Bautista, San Pedro y San Pablo.
Esto consiste en juntar muchas ramas y cañas verdes que amontonan en forma de pirámide y los días mencionados, por la noche, enciendan el fuego y las familias se congregan alrededor del mismo y con vivas y gritos de alabanza a San Pedro terminando con aplausos cuando las llamas consumen las ramas, los vecinos acompañan al fogón con su acordeón y guitarra y el folklore de la región.

## Actividad económica
Por encontrarse en zona de montaña tiende a adaptarse mejor el ganado caprino. En cuanto a la agricultura, está muy poco desarrollada en el área de estudio, se pueden encontrar pequeños productores de hortalizas, frutas, etc.
Con respecto a las actividades terciarias, la mayor parte de la población trabaja como docentes, policías, enfermeros, empleados municipales, empleados de vialidad, etc.

## Población
Cuenta con 359 habitantes (Indec, 2010), lo que representa un descenso del 7% frente a los 385 habitantes (Indec, 2001) del censo anterior.
| Gráfica de evolución demográfica de Nácate entre 1991 y 2010 |
|                                                              |
| Fuente: Censos nacionales del INDEC                          |

## Puntos de interés
- Paraje La Peña: Petroglifos que representan formas abstractas, zoomorfas y antropomorfas, una de ellas, una figura con un diseño en torno a su cabeza que se asemeja a rayos solares.[5]

- Paraje El Chorro: Ubicado a 5 km de la localidad. Se han encontrado cerámicas y otros vestigios de la presencia de población olongasta. En las cercanías existe una caverna que, según la tradición local, sería una Salamanca, es decir, un sitio de reunión de brujas y otros seres malignos.[5]
- Laguna: Ubicada a 4 km de la localidad de Nacate.
- El Muro: ubicado a 500 metros de la localidad de Nacate.[6]

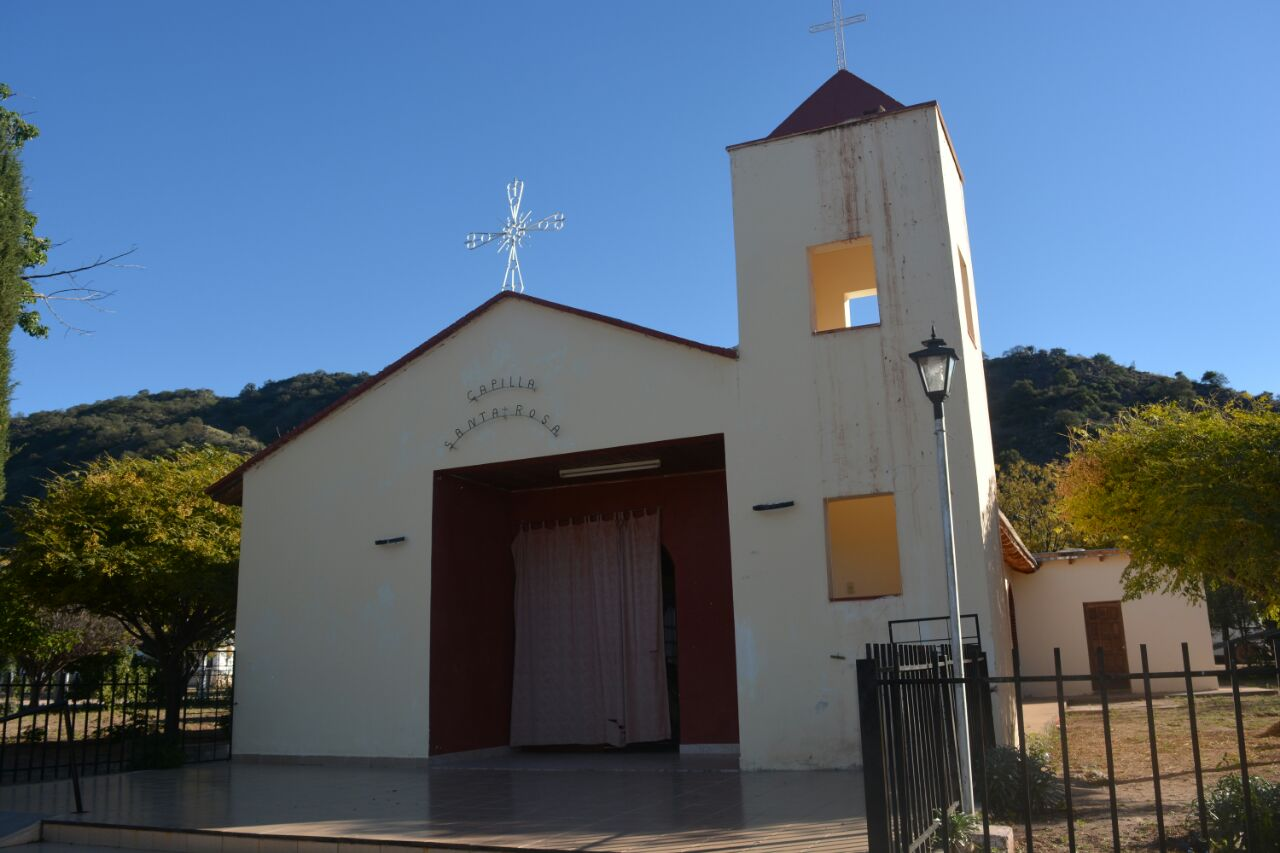
Iglesia

## Habitantes destacados
- Tránsito Almonacid: (m.1977)- Diputado de la provincia de La Rioja, electo en 1958 por la UCRI.
- Luján, Claudio Mauro. Diputado de la provincia de La Rioja, electo en el 2013 y actual intendente del Departamento General Juan Facundo Quiroga.

## Sismicidad

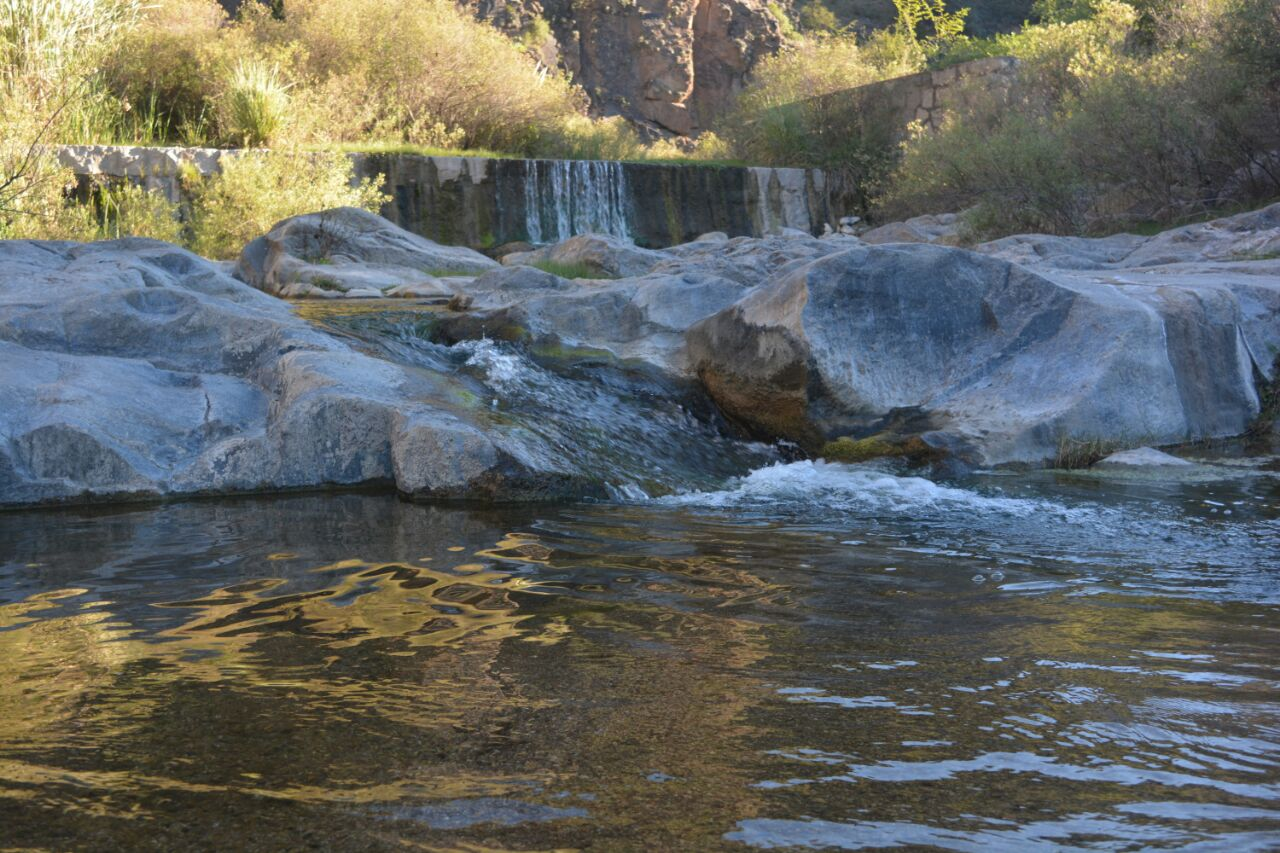
Río de Nacate

La sismicidad de la región de La Rioja es frecuente y de intensidad baja, y un silencio sísmico de terremotos medios a graves cada 30 años en áreas aleatorias.